# Zębiełek czarnonogi
Zębiełek czarnonogi (Crocidura nigripes) – gatunek drapieżnego ssaka z podrodziny zębiełków (Crocidurinae) w obrębie rodziny ryjówkowatych (Soricidae). Słabo poznany ssak owadożerny występujący endemicznie w Indonezji; według Międzynarodowej Unii Ochrony Przyrody i Jej Zasobów nie jest zagrożony wyginięciem.

## Budowa
Długość ciała (bez ogona) 64–85 mm, długość ogona 42–71 mm, długość ucha 7–15 mm, długość tylnej stopy 13–18 mm; masa ciała 7,9–16 g. Zębiełek czarnonogi jest średniej wielkości zębiełkiem o futrze od koloru ciemnobrązowego do czarnego, ale u osobników liniejących futro ma brązową barwę, szczególnie na gardle i w górnej części strony brzusznej, która może mieć kolor kasztanowy. Pysk, uszy, stopy i ogon również są koloru czarniawego. Ogon ma kształt cylindryczny, jest stosunkowo krótki (stanowi od 60 do 80% długości głowy wraz tułowiem) i zasadniczo pozbawiony owłosienia; tylko u nasady występuje kilka długich włosków. Czaszka jest smukła, z wąską częścią pyska, z kanciastą puszką mózgową i zazwyczaj równoległymi rzędami zębów. Wymiary czaszki poddane przez Esselstyna i współpracowników (2021) (w mm): długość od kłykcia potylicznego do siekaczy 20,91–24,32; szerokość puszki mózgowej 9,32–10,78; szerokość międzyoczodołowa 4,3–5,08; długość rostralna 8,45–10,09; szerokość podniebienna 3,7–4,38; szerokość rostralna 2,62–3,58; długość podniebienna 8,9–10,54; kłykieć do wydrążenia stawowego 7,78–8,9; długość górnego rzędu zębów 9,24–11,02; długość P4 do M3 5,17–6,24; szerokość wargowa od M2 do M2 6,37–7,52; szerokość podniebienia 2,45–3,19. Wzór zębowy: I {\displaystyle {\tfrac {3}{2}}} C {\displaystyle {\tfrac {1}{0}}} P {\displaystyle {\tfrac {1}{1}}} M {\displaystyle {\tfrac {3}{3}}} (x2) = 28. 
Zębiełek czarnonogi ma liczbę diploidalną 38 i liczbę fundamentalną 56, z submetacentrycznymi chromosomami X i subtelocentrycznymi chromosomami Y.

## Systematyka
Gatunek po raz pierwszy zgodnie z zasadami nazewnictwa binominalnego opisała w 1921 roku para amerykańskich zoologów Gerrit Smith Miller i Ned Hollister w artykule poświęconym dwudziestu nowym ssakom zebranych przez Ravena na Celebes opublikowanym w czasopiśmie Proceedings of the Biological Society of Washington; autorzy umieścili nowy takson w rodzaju Crocidura, nadając mu epitet gatunkowy nigripes. Miejsce typowe to na południowy zachód od jeziora Tondano, Temboan (0°58′44″N 124°36′18″E/0,979000 124,605000), północno-wschodni Celebes, Indonezja. Holotyp to skóra i czaszka dorosłego samca (sygnatura USNM:MAMM:217545) ze zbiorów Narodowego Muzeum Historii Naturalnej w Waszyngtonie. Autorzy opisu gatunku opisali w tym samym artykule również podgatunek Crocidura nigripes, nadając mu epitet podgatunkowy lipara. Miejsce typowe to Gimpu, Celebes Środkowy, Celebes, Indonezja. Holotyp to skóra i czaszka dorosłego samca (sygnatura USNM:MAMM:219444) ze zbiorów Narodowego Muzeum Historii Naturalnej w Waszyngtonie. Holotypy C. nigripes i C. nigripes lipara zostały zebrane przez amerykańskiego podróżnika Henry’ego Cushiera Ravena odpowiednio 4 sierpnia 1916 roku i 2 września 1917 roku.
Pomimo że C. nigripes występuje endemicznie na Celebesie, filogenetycznie jest bliżej spokrewniony z gatunkami z szelfu Sunda, co sugeruje stosunkowo niedawną (być może w późnym pliocenie) kolonizację w Cieśninie Makasarskiej. Jego kariotyp (2n = 38) jest taki sam jak większość innych gatunków z szelfu Sunda, w odróżnieniu od kariotypu celebeskich Crocidura (2n od 30 do 34). Gatunkiem siostrzanym dla C. nigripes w zależności od badań jest C. palawanensis lub C. foetida. Autorzy Illustrated Checklist of the Mammals of the World rozpoznają dwa podgatunki, jednak według autorów analizy z 2021 roku pomiędzy podgatunkami nie ma żadnej geograficznie podzielonej różnorodności morfologicznej lub genetycznej – dlatego nie ma podstaw na ich wyróżnianie.

### Etymologia
- Crocidura: gr. κροκις krokis lub κροκός krokos ‘kosmyk wełny, przędza’; ουρα oura ‘ogon’[20].
- nigripes: łac. niger ‘czarny’; pes, pedis ‘stopa’, od gr. πους pous, ποδος podos ‘stopa’[21].
- lipara: łac. liparus ‘lśniący’[22].

## Rozmieszczenie geograficzne
Zębiełek czarnonogi występuje endemicznie w Indonezji, zamieszkując w zależności od podgatunku:
- C. nigripes nigripes – północno-wschodnia półwyspową część Celebesu i wyspa Lembeh.
- C. nigripes lipara – środkowy Celebes.

Brak zębiełka czarnonogiego w południowej półwyspowej części Celebes wymaga przeprowadzenia odpowiednich badań.

## Ekologia i biologia
Zębiełek czarnonogi zamieszkuje lasy deszczowe – od nizinnych wiecznie zielonych lasów po górskie na wysokości 30–2200 m n.p.m.. Podgatunek nominatywny preferuje najwyraźniej wyłącznie nizinne lasy deszczowe, natomiast podgatunek lipara spotykany jest na znacznie szerszym zakres siedlisk, do 2200 m n.p.m., najliczniej przebywając na umiarkowanych wysokościach (zakres 800–900 m). Obserwowano go też w lesie wtórnym, ale nie jest pewne, czy jest w stanie przystosować się do siedlisk wtórnych występujących poza lasem. Zębiełek czarnonogi prowadzi głównie nocny lub zmierzchowy tryb życia. Jest zwierzęciem głównie lądowym, gdzie można go znaleźć wśród ściółki złożonej z liści na dnie lasu, w pobliżu kłód lub martwych drzew.
Zębiełek czarnonogi może być sympatryczny ze wszystkimi innymi gatunkami zębiełków występującymi na Celebesie, ale nie są dostępne żadne dokładne dane na temat jego organizacji społecznej, areału osobniczego czy migracji.
Głównym składnikiem pokarmu zębiełka czarnonogiego są bezkręgowce, ale brak jest dokładnych danych na ten temat. 
Bardzo niewiele wiadomo na temat rozmnażania, zachowań rozrodczych czy wychowu młodych zębiełka czarnonogiego; w sierpniu u kilku ciężarnych samic będących blisko terminu porodu stwierdzono 1-2 zarodki.

## Status zagrożenia i ochrona
W Czerwonej księdze gatunków zagrożonych Międzynarodowej Unii Ochrony Przyrody i Jej Zasobów został zaliczony do kategorii LC (ang. least concern „najmniejszej troski”). Choć populacja zębiełka czarnonogiego nie jest znana, występuje powszechnie na terenie Celebes (o czym świadczą osobniki złapane w pułapki). Nie są znane żadne poważne zagrożenia dla tego gatunku, chociaż do powszechnych zagrożeń na nizinach Celebesu zalicza się wycinkę lasów, w celu przekształcanie ich w tereny rolnicze oraz pożary wywołane działalnością człowieka. Czynniki te mogą spowodować spadek populacji zębiełka czarnonogiego, jeśli nie będzie on w stanie przystosować się do siedlisk antropogenicznych. Występuje na obszarach chronionych takich jak Park Narodowy Lore Lindu i Park Narodowy Bogani Nani Wartabone.